# Grotta Maona
La grotta Maona è una grande cavità carsica d'interesse turistico, situata nel comune di Montecatini Terme (PT). 

## Localizzazione
La cavità è situata lungo la strada che collega Montecatini Terme alla sua frazione Montecatini Alto, a breve distanza da quest'ultima. 

## Caratteristiche
La grotta ha una temperatura costante di circa 15 °C, è profonda 20 metri ed ha una lunghezza di 200 m. Comprende numerose formazioni di "cascate" di stalattiti e stalagmiti ed è accessibile tramite due pozzi, uno all'entrata ed uno all'uscita.

## Turismo
La parte visitabile, aperta dal 1º aprile al 15 ottobre, comprende un itinerario con guide della durata di circa 20 minuti. La grotta è situata all'interno di un complesso turistico.